# ميللي برايت
ميللي برايت (بالإنجليزية: Millie Bright) هي لاعبة كرة قدم بريطانية، ولدت في 21 أغسطس 1993 في ميدلاند الشرقية في المملكة المتحدة. لعبت مع Doncaster Rovers Belles L.F.C. ‏.

## وصلات خارجية
- ميللي برايت على موقع الاتحاد الدولي (مؤرشف)  (الإنجليزية)
- ميللي برايت على موقع الاتحاد الأوربي (الإنجليزية)
- ميللي برايت على موقع قاعدة بيانات كرة القدم.إي يو (الإنجليزية)
- ميللي برايت على موقع Soccerway.com (الإنجليزية)
- ميللي برايت على موقع أوليمبيديا (الإنجليزية)
- ميللي برايت على موقع اللجنة الأولمبية البريطانية (الإنجليزية)